# Valve hakim
Vous pouvez partager vos connaissances en l’améliorant (comment ?) selon les recommandations des projets correspondants.
Pour les articles homonymes, voir valve.
La Valve hakim est une valve artificielle et programmable inventée en 1983  par deux chercheurs dont le docteur Salomón Hakim, neurochirurgien colombien  (qui a donné son nom à la valve). Elle a été améliorée et présentée en 1966. Cette invention révolutionnaire a été créée dans le but de pallier les douleurs dues à l'hydrocéphalie. 
Cette valve permet de diminuer l'augmentation sévère du volume des espaces contenant du liquide en trop dans le cerveau.
Son avantage est sa réaction automatique au moment d'une pression ou de modification même minime au niveau du cerveau, pendant la circulation du liquide.
Ce produit soulage les patients atteints de symptômes spastiques cervicaux.